# Analiza logiczna
Analiza logiczna – metoda polegająca na zastosowaniu środków logicznych do kontroli sensowności lub prawdziwości twierdzeń, do kontroli poprawności rozumowań lub do wyjaśniania pojęć w terminach zaczerpniętych z logiki (szeroko pojętej). Często stosowana do tradycyjnych twierdzeń lub pojęć filozofii, stąd także nazwa analizy filozoficznej lub filozofii analitycznej.